# Albatros L.73
Dimensions
L'Albatros L.73 est un avion de transport commercial allemand de l'Entre-deux guerres.
Ce biplan bimoteur à ailes égales non décalées de conception très classique était aménage pour 2 pilotes et 8 passagers disposant de sièges inclinables. Deux appareils furent livrés en 1926 à Lufthansa et utilisés jusqu'en 1932. Deux appareils supplémentaires semblent avoir été livrés en 1930 à la compagnie allemande, qui ne les utilisa pas. Ils furent revendus en 1931 à la Bulgarie pour une utilisation inconnue.

## Les versions
- Albatros L.73 b : Deux exemplaires [D-960 Preussen et D-961 Brandenburg] furent construits en 1926 pour la toute nouvelle Lufthansa avec des moteurs Junkers L 5 de 240 ch. Ils furent remotorisés en 1928.
- Albatros L.73c : En avril/mai 1928 les deux L.73b de Lufthansa furent remotorisés avec des BMW Va. Le Brandenburg fut accidenté le 28 mai 1928, le second retiré d'exploitation en mars 1932.